# Джеймс Едуин Уеб
Джеймс Едуин Уеб (7 октомври 1906 г. – 27 март 1992 г.) е американски правителствен служител, ръководител на Националното управление по въздухоплаване и изследване на космическото пространство (НАСА) през по-голямата част от 60-те години на XX век. Под негово управление САЩ изготвя програмата си за изпращане на човек на Луната. На негово име е кръстен последният космически телескоп JWST.
Ръководи НАСА в периода 1961 – 1968 г. по време на администрациите на Джон Ф. Кенеди и Линдън Джонсън и наблюдава всяка от първи пилотирани мисии в рамките на програмите Mercury и Gemini. Напуска поста дни преди старта на първата мисия Аполо.
Като поддръжник на Демократическата партия и тясно свързан с президента Джонсън, след решението му да не се кандидатира за преизбиране, Уеб решава да се оттегли от поста си в Агенцията, за да позволи на следващия президент, републиканеца Ричард Никсън, да избере свой собствен администратор. На негово място е назначен заместника на Уеб Томас Пейн.
Уеб напуска НАСА на 7 октомври 1968 г. навръх своя 62-ри рожден ден. На следващата година публикува книгата „Управление на космическата ера: широкомащабният подход“ (Space Age Management: The Large-Scale Approach), в което представя космическата програма като модел на успешна администрация, която може да бъде разширена, за да се справи с големи обществени проблеми.
През 1969 г. Линдън Джонсън връчва на Уеб президентския Медал на свободата. Той е носител и на Златен медал на името на Самюъл П. Лангли от Смитсоновия институт през 1976 г.
През 2002 г. космическият телескоп от следващо поколение е преименуван на Космически телескоп „Джеймс Уеб“ в знак на почит към Уеб.